# András Rédli
András Rédli (* 21. říjen 1983 Tapolca, Maďarsko) je maďarský sportovní šermíř, který se specializuje na šerm kordem. Maďarsko reprezentuje od roku 2002. V roce 2016 startoval na olympijských hrách a v soutěži jednotlivců skončil ve druhém kole. Je mistrem Evropy z roku 2014 mezi jednotlivci. Od roku 2009 je stabilním členem silného maďarského družstva kordistů, se kterým vybojoval v roce 2016 bronzovou olympijskou medaili a v roce 2013 titul mistra světa.